# Ростовская улица (Воронеж)
Ростовская улица — улица в микрорайоне Машмет, Левобережного района. Имеет пересечения с улицами: Новосибирская, Саврасова, Волго-Донская, Костромская, Цимлянский пер., Менделеева, Ростовский пер., Прохладный пер., проезд Разумова.
Самый старый ее участок примыкает к перекрестку с улицей Менделеева, где в 1930-е годы строились новые дома на месте деревни Алексеевки. Отсюда в южном направлении отходила дорога, которая в 1940-х годах превратилась в большую улицу. Она названа Ростовской, поскольку идет рядом с железнодорожной линией Воронеж – Ростов.
Большой толчок к развитию улицы был дан в 1950 году, когда здесь вступил в строй шинный завод. В 1950–1960-е годы на Ростовской сооружали жилые дома для шинников, улица стала длиннее.

## Транспорт
Через улицу следуют автобусные маршруты:
№ 14 Больница №8 — Мкр. Боровое (каждые 10 минут)
№ 16 Филиал Стоматологической поликлиники № 6 — Завод ГОО (каждые 25 минут)
№ 26 Больница №8 — Химоптторг (каждые 10 минут)
№ 44 ЖК "Грин Парк" — ул. Ростовская(каждые 15 минут)
№ 49 Студгородок ВГТУ — Завод ГОО (каждые 10 минут)
№ 56 Завод ГОО — Мкр. Озерки (каждые 20 минут)
№ 65 Иркутская ул. (ВАИ) — Завод ГОО (каждые 20 минут)
№ 82 Больница № 8 — Улица Екатерины Зеленко (каждые 45 минут)
№ 86 Мкр. Озерки — Кинотеатр "Спартак"(каждые 20 минут)
№ 87 Тополя-2 — Ул. Перхоровича (каждые 40 минут)
№ 239 с. Александровка — ВГУ (каждые 15, 30, 45 минут)